# سالي ييتس
سالي ييتيس (بالإنجليزية: Sally Yates)‏ من مواليد 20 أغسطس 1960 محامية أميركية. شغلت منصب النائب الولايات المتحدة في وقت سابق ووكيل النائب العام، بعد أن تم تعيينها لكلا المنصبين من قبل الرئيس باراك أوباما. شغلت منصب اوزيرة العدل بالوكالة من 20 يناير 2017 حتى فصلها الرئيس دونالد ترامب في 30 يناير عام 2017، لأنها لم تقم بالدفاع عن أمر تنفيذي المتعلقة بالهجرة ترامب في المحكمة.
وكان ترمب أقال الاثنين 30 يناير 2017 سالي يايتس بعدما أصدرت تعميما تطلب فيه من المدعين العامين عدم تطبيق قرار ترامب المثير للجدل، والذي نص على منع رعايا سبع دول هي العراق وإيران وليبيا والصومال والسودان وسوريا واليمن من السفر للولايات المتحدة.
وقال البيت الأبيض في بيان إن يايتس "خانت وزارة العدل برفضها تطبيق قرار قانوني يرمي لحماية مواطني الولايات المتحدة"، مضيفا أن ترمب أعفى يايتس من مهامها وعين المدعي العام لمقاطعة شرق فرجينيا دانا بينتي في منصب وزير العدل بالوكالة، إلى أن يثبت مجلس الشيوخ السناتور جيف سيشنز في منصب وزير العدل.